# Trzecie Rzeczy
Trzecie Rzeczy – trzeci studyjny album polskiego rapera KęKę wydany 16 września 2016 roku nakładem swojej własnej wytwórni Takie Rzeczy Label.
Wydawnictwo osiągnęło certyfikat poczwórnej platynowej płyty.

## Lista utworów
Opracowano na podstawie materiału źródłowego.
| Nr  | Tytuł utworu                 | Producent      | Długość |
| --- | ---------------------------- | -------------- | ------- |
| 1.  | „Cud”                        | Świerzba       | 3:23    |
| 2.  | „Troski” (scratche DJ Vazee) | Donde          | 3:46    |
| 3.  | „Smutek”                     | PLN.BEΔTZ      | 3:59    |
| 4.  | „Nie mogło się udać”         | Uraz           | 3:48    |
| 5.  | „Presja”                     | Uraz           | 4:25    |
| 6.  | „Na drodze”                  | Matek          | 4:09    |
| 7.  | „Arrivederci”                | Sergiusz       | 3:58    |
| 8.  | „Nie chcę umierać”           | Uraz           | 3:10    |
| 9.  | „Nic już nie muszę”          | Kubi Producent | 3:43    |
| 10. | „Fala”                       | Sergiusz       | 3:48    |
| 11. | „Miraż”                      | PLN.BEΔTZ      | 3:19    |
| 12. | „Miłość”                     | PLN.BEΔTZ      | 4:08    |
| 13. | „Podobno”                    | Deemz          | 3:50    |
|     |                              |                | 49:26   |